# Maximilian Kiener
Maximilian Kiener ist ein deutscher Philosoph und Hochschullehrer.

## Leben
Maximilian Kiener studierte – unterstützt von der Studienstiftung des deutschen Volkes, vom Max Weber-Programm des Elitenetzwerks Bayern, vom Deutschen Akademischen Austauschdienst sowie dem britischen Arts and Humanities Research Council – Philosophie und Öffentliches Recht an den Universitäten Regensburg und Oxford, wo er 2017 seinen Master erwarb und 2019 eine Promotion zur Ethik der Einwilligung abschloss. 2022 ist Kiener zum Juniorprofessor für Ethik der Digitalisierung an der Carl von Ossietzky Universität Oldenburg ernannt worden. 2023 wechselte Kiener nach Hamburg und leitet seitdem das Institute for Ethics in Technology an der TU Hamburg.

## Schwerpunkte
Die Forschungsschwerpunkte von Maximilian Kiener liegen in der Moral- und Rechtsphilosophie, vorrangig in der Ethik der Einwilligung und der Digitalisierung.

## Publikationen (Auswahl)

### Monografien
- Maximilian Kiener: Voluntary Consent – Theory and Practice. Routledge, New York 2023, ISBN 978-1-03-229388-2 (englisch, 198 S.).

### Beiträge in Sammelbänden
- Maximilian Kiener: The Compulsion to Believe Something – On the Affectivity of Clear & Distinct Perceptions in Descartes. In: Gábor Boros, Judit Szalai und Oliver Toth (Hrsg.): The Concept of Affectivity in Early Modern Philosophy. Eötvös Loránd University Press, Budapest 2017, ISBN 978-963-284-820-4, S. 42–58 (englisch).

### Artikel in Fachzeitschriften
- Maximilian Kiener: Can We Close AI’s Responsibility Gap at Will? In: Ethical Theory and Moral Practice. Band 25, Nr. 4, 2022, ISSN 1386-2820, S. 575–593 (englisch).
- Maximilian Kiener: Consenting under Third-Party Coercion. In: The Journal of Moral Philosophy. Band 19, 2021, ISSN 1740-4681, S. 361–389 (englisch).
- Maximilian Kiener: When do Nudges Undermine Voluntary Consent? In: Philosophical Studies. Band 178, Nr. 12, 2021, ISSN 0031-8116, S. 4201–4226 (englisch).